# Conrad Beck
Conrad Beck (ur. 16 czerwca 1901 w Lohn w kantonie Szafuza, zm. 31 października 1989 w Bazylei) – szwajcarski kompozytor.

## Życiorys
Studiował w konserwatorium w Zurychu u Volkmara Andreae. Jego Koncert na kwartet smyczkowy i orkiestrę został w 1930 roku nagrodzony Coolidge Prize w Chicago. W latach 1932–1933 przebywał w Paryżu, gdzie był uczniem Jacques’a Iberta, a także poznał Nadię Boulanger, Arthura Honeggera i Alberta Roussela. W 1933 roku osiadł w Bazylei, gdzie w latach 1939–1966 kierował działem muzycznym miejscowej rozgłośni radiowej. W 1964 roku otrzymał nagrodę muzyczną miasta Bazylei.

## Twórczość
Pisał głównie muzykę instrumentalną, sięgał po różnorodne gatunki z wyjątkiem opery. Łączył tradycje muzyki niemieckiej i francuskiej, wzbogacając je o indywidualne środki stylistyczne. W swojej twórczości zerwał z konwencją neoromantyczną. Stosował fakturę linearną i nawarstwienia samodzielnych linii melodyczno-rytmicznych, przejawiał predylekcję do częstego stosowania formy koncertującej.

## Wybrane kompozycje
(na podstawie materiałów źródłowych)

### Utwory orkiestrowe
- 7 symfonii (I 1925, II 1926, III na orkiestrę smyczkową 1927, IV 1928, V 1930, VI na orkiestrę smyczkową 1950, VII „Aeneas-Silvius-Sinfonie” 1957)
- Koncert wiolonczelowy (1927)
- Concertino na fortepian i orkiestrę (1928)
- Koncert na kwartet smyczkowy i orkiestrę (1930)
- Innominata (1931)
- Konzertmusik na obój i orkiestrę smyczkową (1932)
- Koncert fortepianowy (1933)
- Rapsodia na fortepian i orkiestrę kameralną (1936)
- Kammerkonzert na skrzypce i małą orkiestrę (1940)
- Koncert fletowy (1941)
- Koncert na klawesyn i orkiestrę smyczkową (1942)
- Koncert altówkowy (1949)
- Mouvement (1953)
- Concertino na klarnet, fagot i orkiestrę (1954)
- Sonatina (1958)
- Suita concertante na instrumenty dęte, perkusję i kontrabas (1961)
- Concertino na obój i orkiestrę (1962)
- Concertato (1964)
- Koncert klarnetowy (1968)
- Kammerkonzert (1971)
- Koncert na kwintet dęty i orkiestrę (1976)
- Drei Aspekte na orkiestrę kameralną (1976)
- Cercles (1979)
- Nachklänge (1984)

### Utwory kameralne
- 5 kwartetów smyczkowych (I 1922, II 1924, III 1926, IV 1934, V 1962)
- 2 tria smyczkowe (I 1928, II 1946)
- Duo na skrzypce i altówkę (1934)
- 3 Bilder aus dem Struwwelpeter na flet, klarnet, fagot i fortepian (1934)
- Sonata na skrzypce i fortepian (1946)
- Sonata na wiolonczelę i fortepian (1954)
- Duo na 2 skrzypiec (1960)
- Sonata na flet, obój, fagot i skrzypce (1970)

### Utwory wokalno-instrumentalne
- kantata La mort d’Oedipe na sopran, tenora, baryton, chór mieszany, 2 trąbki, 2 puzony, kotły ad libitum i organy (1928)
- Lyrische Kantate na sopran, alt, chór żeński i orkiestrę (1932)
- Oratorium nach Sprüchen Angelus Silesius na sopran, alt, tenora, bas, chór mieszany, organy i orkiestrę (1934)
- Kammerkantate na sopran, flet, klarnet i orkiestrę smyczkową (1937)
- oratorium Der Tod zu Basel na sopran, bas, chór mieszany, recytatora i orkiestrę (1952)
- Herbstfeuer na alt i orkiestrę kameralną (1956)
- kantata Die Sonnenfinsternis na alt i orkiestrę kameralną (1967)
- Elegie na sopran i orkiestrę (1972)

### Balet
- Der grosse Bär (1936, wyst. Moguncja 1938)